# Alastor atropos
Alastor atropos é uma espécie de insetos himenópteros, mais especificamente de vespas, pertencente à família Vespidae.
A autoridade científica da espécie é Lepeletier, tendo sido descrita em 1841.
Trata-se de uma espécie presente no território português.